# Orosco Anonam
Orosco Anonam (15 giugno 1979) è un ex calciatore nigeriano naturalizzato maltese, di ruolo centrocampista.

## Carriera

### Club
Ha militato con squadre della massima serie maltese, ungherese e cipriota.

### Nazionale
Nato in Nigeria, nel 2005 ha giocato 3 partite con la nazionale maltese.

## Palmarès

### Club

#### Competizioni nazionali
- Campionato maltese: 2

Sliema Wanderers: 2003-2004, 2004-2005
- Coppa di Malta: 1

Sliema Wanderers: 2003-2004
- Supercoppa di Malta: 1

Sliema Wanderers: 2000
- Supercoppa di Cipro: 1

APOEL: 2002